# Le Grand Gosier
Le Grand Gosier è un album di Zachary Richard, pubblicato dalla Gulf Aid Acadiana Records nel 2010.

## Tracce
1. Le Grand Gosier – 2:31 (Ricardo Lamour, Rocky McKeon, Samian)
2. Le Pélican – 3:44 (Èmile Cullin, Ricardo Lamour, Zachary Richard)
3. Le Grand Gosier – 2:30 (Ricardo Lamour, Fabienne Lozis, Rocky McKeon, Samian) – Versione Creola
4. Le Grand Gosier – 2:29 (Ricardo Lamour, Rocky McKeon, Samian) – Versione Algonquina

## Musicisti
- Zachary Richard  - chitarra, voce
- Rocky McKeon  - voce, accompagnamento vocale
- Samian  - voce, accompagnamento vocale
- Emrical  - voce, accompagnamento vocale
- Alecka  - accompagnamento vocale
- Andréanne Alain  - accompagnamento vocale
- Marie-Pierre Arthur  - accompagnamento vocale
- Bobby Bazini  - accompagnamento vocale
- Daniel Boucher  - accompagnamento vocale
- Lina Boudreault  - accompagnamento vocale
- Sarah Bourdon  - accompagnamento vocale
- Alan Côté - accompagnamento vocale
- Luc De Larochellière - accompagnamento vocale
- Michel Faubert - accompagnamento vocale
- Pierre Flynn  - accompagnamento vocale
- Marc Hervieux  - accompagnamento vocale
- Florence K. Daniel Lavoie  - accompagnamento vocale
- Myëlle  - accompagnamento vocale
- Nadja  - accompagnamento vocale
- Paul Piché - accompagnamento vocale
- Richard Séguin  - accompagnamento vocale
- Vincent Valières - accompagnamento vocale
- Florent Vollant  - accompagnamento vocale